# Бопазов, Марат Дарибекович
Марат Дарибекович Бопазов (каз. Марат Дәрібекұлы Бопазов; 1 июня 1963; Аксуский район, Алматинская область, КазССР, СССР) — казахстанский политический деятель, депутат Мажилиса Парламента Республики Казахстан (2016—2021).

## Биография
Родился 1 июня 1963 года в селе Ойтоган Аксуского района Алматинской области.
В 1985 году окончил Казахский политехнический институт им. В. И. Ленина по специальности «Технология и техника разведки месторождений полезных ископаемых».
В 2006 году окончил Жетысуский государственный университет им. И. Жансугурова по специальности «Юриспруденция».
Трудовую деятельность начал в 1985 году преподавателем геолого-разведочного техникума города Семипалатинска.
С 1989 по 1993 год — машинист бурильных установок, мастер Талдыкорганского областного управления «Облсуқұбыры».
С 1993 по 1994 год — заместитель директора Талдыкорганского областного отделения Фонда по поддержке национально-культурных организаций, главный специалист аппарата акима города Талдыкоргана.
С 1994 по 1996 год — заместитель начальника управления строительства и благоустройства акимата г. Талдыкорган.
С 1996 по 1998 год — заместитель начальника управления строительства и жилищно-коммунального хозяйства акимата г. Талдыкорган.
С 1998 по 1999 год — начальник РГКП «Коммунальник».
С 1999 по 2016 год — секретарь городского маслихата г. Талдыкорган.
С 24 марта 2016 года — депутат Мажилиса Парламента Республики Казахстан VI созыва от партии «Нур Отан», Член Комитета по вопросам экологии и природопользованию Мажилиса Парламента РК.
В 2021 году Марат Бопазов был избран заместителем председателя правления «Казахстанского центра индустрии и экспорта «QazIndustry».

## Награды
- 2018 — Звания «Почётный гражданин города Талдыкорган»[4]
- 2013 — Почётная грамота Сената Парламента Республики Казахстан
- 2011 — Медаль «Ерен Еңбегі үшін» (За трудовое отличие)
- Правительственные медали, в том числе:
  - Медаль «10 лет независимости Республики Казахстан» (2001)
  - Медаль «10 лет Конституции Республики Казахстан» (2005)
  - Медаль «10 лет Парламенту Республики Казахстан» (2006)
  - Медаль «20 лет Конституции Республики Казахстан» (2015)
  - Медаль «25 лет независимости Республики Казахстан» (2016)[5]
  - Медаль «20 лет Астане» (2018)
  - Медаль «25 лет Конституции Республики Казахстан» (2020)